# Cochlearia megalosperma
Cochlearia megalosperma là một loài thực vật có hoa trong họ Cải. Loài này được (Maire) Vogt mô tả khoa học đầu tiên năm 1987.